# Parapropalaehoplophorus septentrionalis
Parapropalaehoplophorus septentrionalis es una especie de mamífero cingulado de la subfamilia Glyptodontinae, descubierto en los Andes chilenos. Es un pariente primitivo de una línea de mamíferos acorazados que culminó en el impenetrable Glyptodon, un animal de 2 t y 3 m de largo cubierto con placas acorazadas y una cola con pinchos, que desapareció hace solo unos 10 000 años. Los gliptodontinos se originaron en Sudamérica y pasaron a Norteamérica después de que ambos continentes se unieran hace tres millones de años.

## Características
Parapropalaehoplophorus era parecido a Glyptodon, pero era mucho más pequeño, con un peso de unos 90 kg y 80 cm de longitud. Estaba cubierto de un caparazón de placas acorazadas inmóviles, diferentes de las protecciones de placas articuladas de los armadillos actuales. Probablemente se alimentaba de hierba.